# Lorenzo Guadagnucci
Lorenzo Guadagnucci, all'anagrafe Lorenzo Pancioli Guadagnucci (Pescia, 3 dicembre 1963), è un giornalista italiano.

## Biografia
Lavora al Quotidiano Nazionale (Resto del Carlino-La Nazione-Il Giorno) dal 1990, concentrandosi sulle cronache locali e alla redazione centrale nei settori dell'attualità, dell'economia, degli esteri e della cultura, partecipando anche all'apertura del giornale on line del gruppo (1999-2001).
Durante il G8 di Genova del 2001 si trovò all'interno della scuola Diaz al momento dell'irruzione della polizia, dove fu picchiato e trattenuto in stato d'arresto per due giorni all'ospedale Galliera.
Su questa vicenda ha scritto un libro, Noi della Diaz pubblicato nel 2002, e un altro con Vittorio Agnoletto, uscito nel 2011: L'eclisse della democrazia. Le verità nascoste sul G8 2001 a Genova.
È fra i fondatori e animatori del Comitato Verità e Giustizia per Genova; sul suo blog Distratti dalla libertà commenta quella che ritiene la progressiva compressione dei diritti civili in seno alla democrazia italiana. Su questo tema ha pubblicato Distratti dalla libertà e La seduzione autoritaria.
Collabora inoltre per diverse emittenti radio, ed è stato fra gli autori del programma radiofonico Restiamo animali, in onda dal 2012 al 2015 sull'emittente toscana Controradio e poi ripreso sulla web radio Fango Radio, e su altre emittenti del nord Italia. È vegano, e al tema dei diritti animali ha dedicato il libro Restiamo animali. Vivere vegan è una questione di giustizia.
Nipote di Elena Guadagnucci, morta a 43 anni nella strage di Sant'Anna di Stazzema del 12 agosto 1944, e figlio di Alberto, scampato all'eccidio, ha dedicato a questa vicenda il libro Era un giorno qualsiasi edito nel 2016.

## Opere
- Distratti dalla libertà. Napoli, Genova, Cosenza, Milano. E se accadesse di nuovo?, Terre di mezzo, 2003. ISBN 978-88-88424-68-2.
- La crisi di crescita. Le prospettive del commercio equo e solidale, Feltrinelli, 2004. ISBN 978-88-07-71017-9
- La seduzione autoritaria. Diritti civili e repressione del dissenso in Italia, Nonluoghi libere edizioni, 2005. ISBN 978-88-89099-07-0
- Il nuovo mutualismo. Sobrietà, stili di vita ed esperienze di un'altra società, Feltrinelli, 2007. ISBN 978-88-07-71028-5.
- Noi della Diaz. La «notte dei manganelli» al G8 di Genova. Una democrazia umiliata. Tutte le verità sui processi, Terre di mezzo, 2008. ISBN 978-88-6189-030-5.
- Dalla parte sbagliata del mondo. Da Barbiana al consumo critico: storia e opinioni di un militante, Terre di mezzo, 2008. ISBN 978-88-6189-029-9.
- Lavavetri. Il prossimo sono io, Terre di mezzo, 2009. ISBN 978-88-6189-077-0.
- Parole sporche. Clandestini, nomadi, vu cumprà, il razzismo nei media e dentro di noi, Altreconomia, 2010. ISBN 88-6516-026-8.
- L'eclisse della democrazia. Le verità nascoste sul G8 2001 a Genova. Feltrinelli, 2011. ISBN 978-88-07-17210-6
- Restiamo animali. Vivere vegan è una questione di giustizia, Terre di mezzo, Milano 2012. ISBN 978-88-6189-224-8
- Era un giorno qualsiasi. Sant'Anna di Stazzema, la strage del '44 e la ricerca della verità. Una storia lunga tre generazioni, Terre di mezzo, Milano 2016. ISBN 978-88-6189-391-7
- Camminare l'antifascismo. La memoria come ribellione all'ordine delle cose, Edizioni Gruppo Abele, Torino 2021. ISBN 978-88-6579-266-7
- Un'altra memoria. Guerre, stragi, muri e genocidi producono assuefazione. Un paradigma fallito da ricostruire, Altreconomia, Milano 2025. ISBN 978-88-6516-565-2